# 樋越川
樋越川（ひごしがわ）は、1676年（延宝4年）に掘削された京都府京丹後市網野町小浜の水抜き穴である。離湖の水位を安定させて田畑の冠水被害を逃れるために、周辺の農民らの手によって人力で掘削された。全長647メートルのうちの約500メートルが手作業で岩盤を掘りぬいた暗渠であり、日本土木史に残る難工事としてしられる。
樋越川は、完成後もたびたび砂に埋もれて再掘削を余儀なくされたため、1959年（昭和34年）に新たに西方の砂丘を割って新樋越川が開削された。この新樋越川の完成により水位が下がった離湖では、湖中にあった離島が陸続きとなった。

## 地理

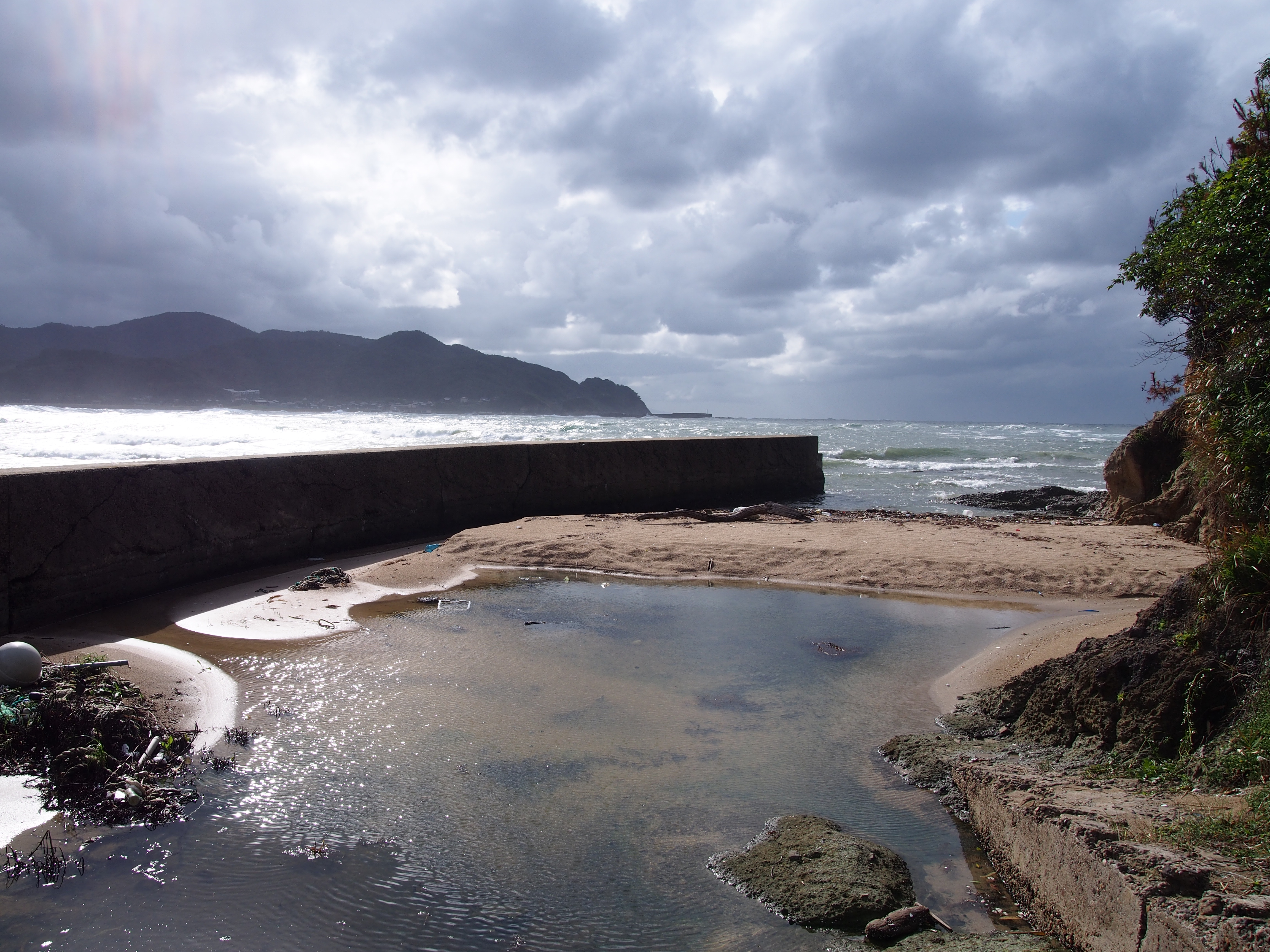
砂に閉塞された樋越川（マブ川）河口

### 樋越川
江戸時代、小浜（こばま）の「河続海（かつみ）」と呼ばれていた離湖から日本海に向けて水を流すよう掘削された「水抜穴」である。離湖から日本海までの最短距離をとり、万畳山（まんじょやま）の下をくり抜いて暗渠を通した。高さ1メートル強、幅1メートル弱、延長647メートルの水路で、暗渠部分が約500メートルを占める。
新樋越川の完成以降は砂に埋もれるままとなり、離湖の水位調節の役は果たしていないが、2020年現在も地元では「マブ川」と称してその歴史が語り継がれている。網野町小浜において「マブ」あるいはたんに「樋越」と称した場合は、この川のことを指す。

### 新樋越川
延長666メートル、流域面積11平方キロメートル。樋越川より南西の、かつて堀川が流れた付近である網野町小浜小字城山から、日本海に向けて北流するよう開削された。河口は海水浴場につながり、利便性を図って階段護岸となっている。
完成直後の1955年（昭和35年）の網野町の記録に拠れば、水位の平均は0.6メートル、最高水位は1.4メートル、最低水位は0.4メートルであった。

## 歴史

### 「樋越川」掘削までの経緯
江戸時代、離湖に流入する河川は複数あれど排水する河川は少なく、大雨で湖の水位が上昇するたびに周囲の田畑が冠水した。冠水期間の長さによっては年間の収穫が皆無となることもあり、その影響は甚大なものがあった。当時、湖水の排水を担っていた「堀川」は、強風と海の波の影響により河口がしばしば砂で埋まり、堆積した砂を掘り下げる作業は離湖周辺で田畑を耕作していた村々の負担となっていた。河口が砂で埋まるたびに村人には賦役が課せられたが、苦労して砂を掘り下げても、天候によっては一晩で再び砂に埋もれたこともあったという。
この状況を改善するべく、検討されたのが、離湖から最短距離で万畳山の下に水路を掘削し、余剰な湖水を日本海へ排出して離湖の水位を下げる水抜工事、樋越川の開削である。1674年（延宝2年）、2020年現在の網野町小浜に近い湖口とよばれた地域の住人であった小左衛門（生没年不明）が発案し、独力でもこの工事を敢行すべく宮津藩に願い出、許可を得た。
一方、島溝川村の住人であった足立久兵衛（1627年（寛永3年）生 - 1712年（正徳2年）85歳没）は、宮津藩の家士であった知人の見舞いで但馬を訪ねた際に、養父市場村の平山治右衛門と同席し、たまたま樋越川掘削の話題になった。水路工事に経験・見識をもつとともに素封家でもあった平山は興味をもち、この水抜き工事を自分がやりたいと申し出た。帰村した久兵衛から話を聞いた小左衛門はこれを聞いて喜び、この3人の共同事業として施工することとなった。
この事業の背景には、新田開発を広く奨励した藩政の影響によるところがあった。当地は宮津藩の領内であったが、藩の財政は豊かではなく、新田開発によって年貢の収益をあげる必要に迫られていた。

### 「樋越川」掘削工事
工事は1674年（延宝2年）に始まった。工事の陣頭指揮を足立久兵衛と湖口小左衛門が担い、海側と山側から同時に掘削を開始したが、すべてが人力の作業であり、のみと金づちによる手掘りでのトンネル掘削は、困難を極めた。なかでも丹後半島の秋冬は北風がはげしく岩盤を打ち、工事現場に近づくことも容易でない日もあったという。昼夜をかけた工事は3年に及び、出費がかさんだことから事業を中止する案も出たが、島溝川村の長老級の百姓5人が協議して費用を調達し、続行された。
水抜き工事は1676年（延宝4年）に完成した。開削された水路の寸法は、高さ1メートル強、幅1メートル弱、長さは暗渠500メートルを含めて延長600メートルで、この水路を地元では「マブ」あるいは「樋越」と呼んだ。この工事のために宮津藩がなんらかの助成をおこなったという記録もあるが、庶民の努力によるところが大きい。足立久兵衛も銀900匁（1973年の金銭価値で20～30万円相当）を出資した。米1升が4銭の時代に、この樋越川暗渠の掘り抜き工事に従事した人夫の日当は8銭だった。
1887年（明治20年）8月、離湖のほとりに、この樋越川開削の偉業を後世に伝え残すべく碑が建てられた。碑文の文字は、当時の京都府知事・北垣圀道の篆額である。

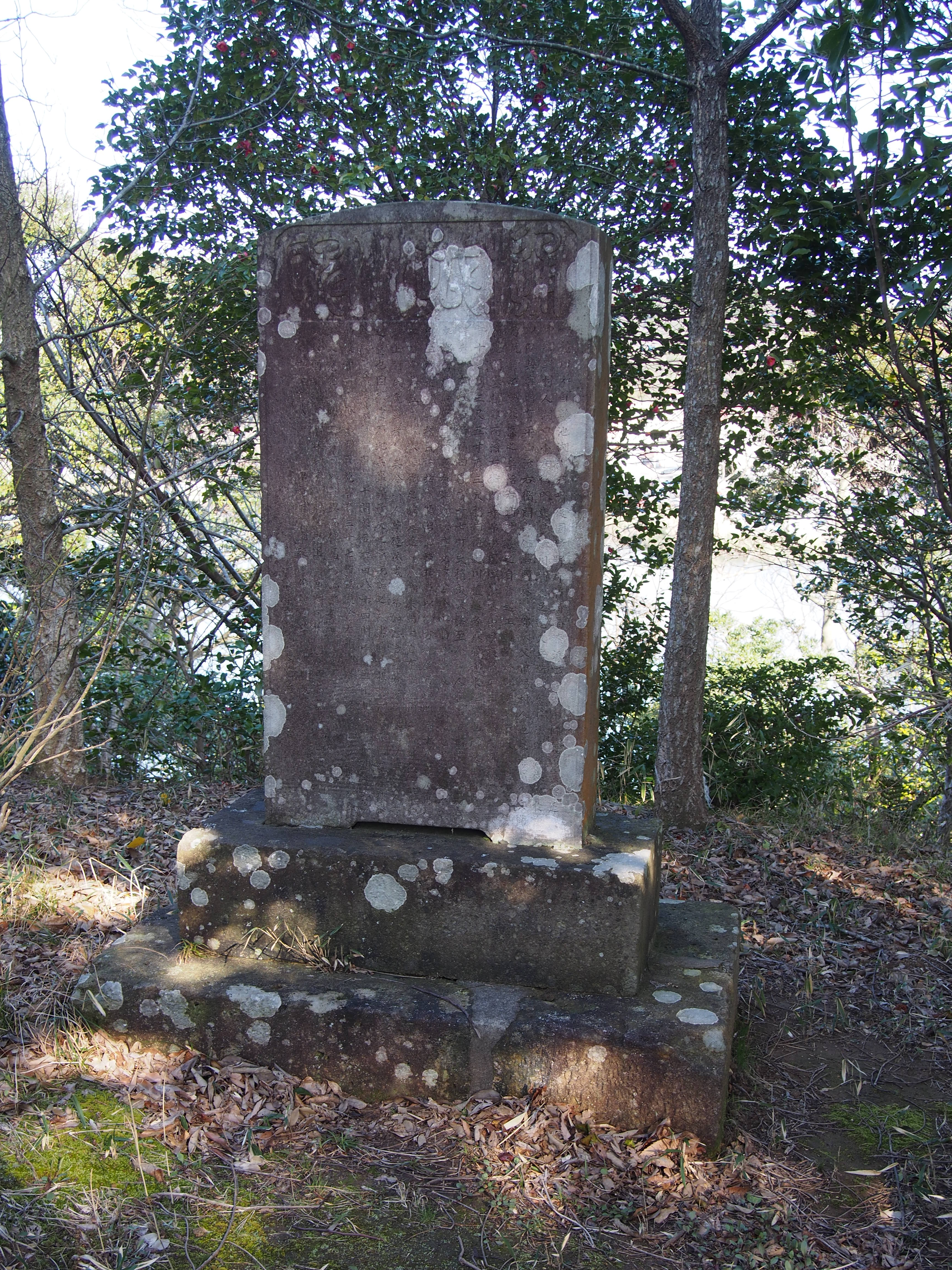
樋越川碑

### 「樋越川」の完成後
樋越川の完成によって、周辺15町歩分の耕地が冠水することはなくなった。また離湖の平時の水位が樋越川の水位に応じて下がった結果、水深の浅い部分は以後、地表となり、新しく17町歩の水田が拓かれることとなった。
拡幅工事は、村人の要望を受けて、府費3,094円によって1885年（明治18年）に行われた。この拡幅工事にも3年を要し、その結果、さらに30町余りの水田が冠水の被害を免れるようになった。しかし、海から運ばれる砂がたびたび暗渠の出口を塞ぎ、また、離湖の水位が樋越川の暗渠部全体を満たす2.1メートルを超えると、樋越川の排水力を超えて離湖周辺の田に浸水が及んだ。毎年1回は起きていた大雨による、2.1メートル以上の水位上昇を招く降雨量にも対応できるよう、京都府は流水量を増やすべく樋越川の改良工事に巨費を投じ、その結果、樋越川を諦め、場所を変えて新樋越川を開削するという結論にいたった。

### 「新樋越川」掘削工事
1952年（昭和27年）、工事費を全額国庫が負担し、樋越川より南方の網野町網野と網野町小浜の境付近から府道を横断し、砂に埋もれて砂丘と化していた堀川付近を約1キロメートル掘り割る形で新たに新樋越川が拓かれた。この水抜き工事もまた、日本土木史に残る一大難工事であった。掘削予定地の砂丘の水位が高かったためポンプで排水しながら、また、崩れやすい砂を取り除きながらの工事は遅々として進まず、完成までには予定の工期をはるかに超過して8年の歳月と、延べ数万人の動員、一億円余の工賃を要した。
新樋越川の工事は、両岸に石垣構築ブロックによる新工法を用い、石垣の上の芝生には遠方の裾野産の芝を移植した。機械による動力・ブルドーザーも初めて導入された。海に接する河口に築かれたコンクリート突堤は、鉄筋ブロックを採用した頑丈なものとなっている。

### 「新樋越川」の完成
工事は1959年（昭和34年）に完成し、離湖の水位がさらに下がったことにより、離湖の湖中にあった離島の西側が陸続きとなり、周辺で冠水被害を受ける田も減少して新たに数十町の耕作可能地がうまれた。
新樋越川は、川幅を広くとったことで離湖と日本海を舟で航行することも可能になった。川の両岸には砂丘地の果樹園やアカシヤの林、防風林の松が展開し、月見草や果樹の花々が咲き乱れ季節の移ろいを川面に映す風光明媚なことでしられる。
1963年（昭和38年）には、波による逆流で離湖に海水が流入するのを防止するため、水門が設置された。
なお、樋越川・新樋越川・離湖はいずれもそれぞれ単体で京都府が管理する二級河川に数えられる。

## 開削による遺跡の発見

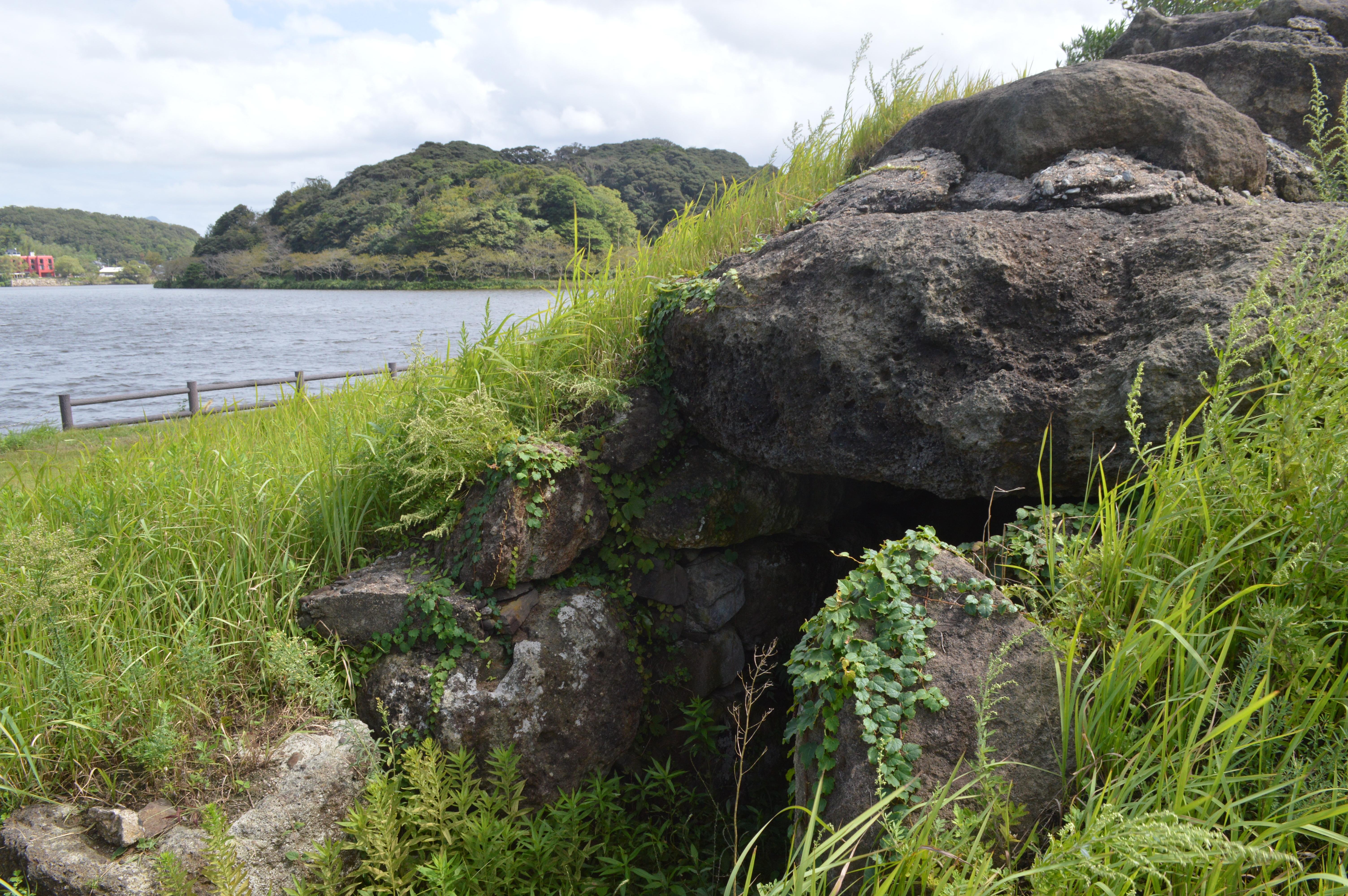
岡1号墳（復元）

1952年（昭和27年）から1959年（昭和34年）にかけて8年の工期を要した新樋越川の掘削では、砂丘の下から複数の古代の遺跡が発見された。
1954年（昭和29年）に発見された新樋越川河底遺跡は、縄文時代中期の遺跡とみられるが、重機による掘削作業中に砂中から多数の土器や石鏃が採取されたにとどまり、遺跡の範囲を確認するなどの発掘調査は行われていない。離湖と日本海を結ぶ低砂丘上に位置することから、旧時代の潟湖の存在や範囲を考察するうえで重要とみられている。
同じく1954年（昭和29年）に発見された宮の下遺跡は、新樋越川の海側河口付近の砂浜に位置する。約300点の押型土器の発見から縄文時代前期の遺跡とみられ、これは発見当時、京丹後市網野町で最古のものと推定された。発掘調査は、1955年（昭和30年）に地元の網野高校郷土史クラブらによって、1957年（昭和32年）に同志社大学文学部考古学教室によって行われている。この遺跡から発見された鏃に隠岐島産とみられるサヌカイトがあり、古代に西との海路が拓かれていた証左のひとつとみられる。出土遺物は網野高校から丹後郷土資料館に寄託保管され、現地は21世紀初頭においては砂浜となっている。
周辺地域は丹後地方有数の古墳や遺跡が集中するエリアのひとつで、約1キロメートル南西には日本海側で最大規模をほこる網野銚子山古墳がある。離湖には、離湖内の丘陵上に位置する離山遺跡、離湖古墳、離山古墳や、21世紀現在は離湖と陸続きとなっている付け根に位置する離遺跡、新樋越川の離湖側湖口に近接する岡古墳群などがあり、このうち横穴式石室が見つかった岡1号墳からは人骨6体と数多くの副葬品や、死者に肉を捧げたものとみられる大型草食動物の脚骨などが発見されている。